# Trionychinae
Trionychinae es una subfamilia de tortugas de caparazón blando de la familia Trionychidae.

## Clasificación

### Géneros
- Amyda
- Apalone
- †Aspideretoides
- †Aulacochelys
- Chitra
- Dogania
- †Khunnuchelys
- Nilssonia
- †Oliveremys[1]
- Palea
- Pelochelys
- Pelodiscus
- Rafetus
- Trionyx